# WAMPAS Baby Stars

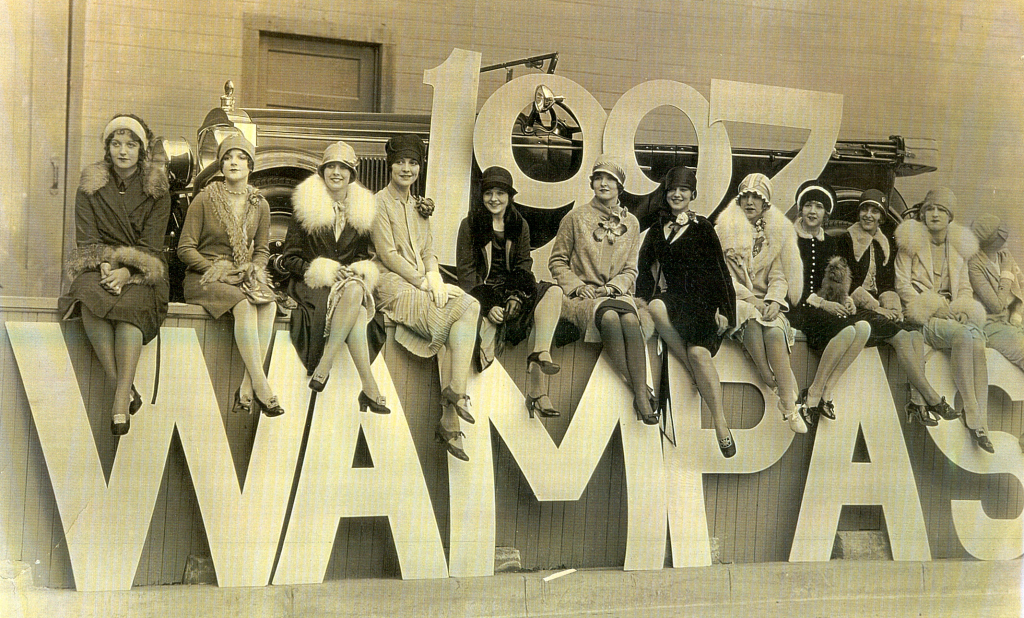
WAMPAS Baby Stars z roku 1927

WAMPAS Baby Stars byla propagační kampaň sponzorovaná organizací United States Western Association of Motion Picture Advertisers, která každoročně ocenila třináct (v roce 1932 patnáct) mladých hereček, o kterých se domnívala, že se z nich brzy stanou nové a úspěšné filmové hvězdy. Kampaň probíhala mezi lety 1922 až 1934 s výjimkou roku 1930 a 1933. Z většiny oceněných hereček se hvězdy nestaly, ale některým se to přeci jen podařilo. Mezi nejznámější oceněné herečky, kterým se podařilo po ocenění vystoupat v kariéře velmi vysoko patří například Clara Bow (1924), Janet Gaynorová (1926), Joan Crawfordová (1926), Loretta Youngová (1929), Joan Blondellová (1931) či Ginger Rogersová (1932).

## Přehled
Kampaň začala v roce 1922 kdy hollywoodští publicisté vybrali skupinu třinácti mladých hereček se smlouvou u největších hollywoodských studií, které posléze ocenili na večírku zvaném „WAMPAS Frolic“. Celá kampaň byla vysoce medializovaná. Časem se do výběrů začaly dostávat i herečky bez smluv, což zapříčinilo v letech 1930 a 1933 zrušení kampaně. Ocenění se neudělovala kvůli postojům předních filmových studií, která herečky na volné noze nechtěla podporovat . Kampaň byla v roce 1935 nakonec zrušena.
V roce 1956 se slavná herečka Ginger Rogersová (Baby Star z roku 1932) pokusila kampaň obnovit. Obnova se však bez existence asociace, která kampaň dříve sponzorovala neobešla a plán se zhroutil. Z nápadu však nakonec vzešla neoficiální skupina patnácti vybraných hereček.
Poslední oficiálně vybraná herečka Mary Carlisle (1932) zemřela v roce 2018 ve věku 104 let.

## Seznam oceněných hereček

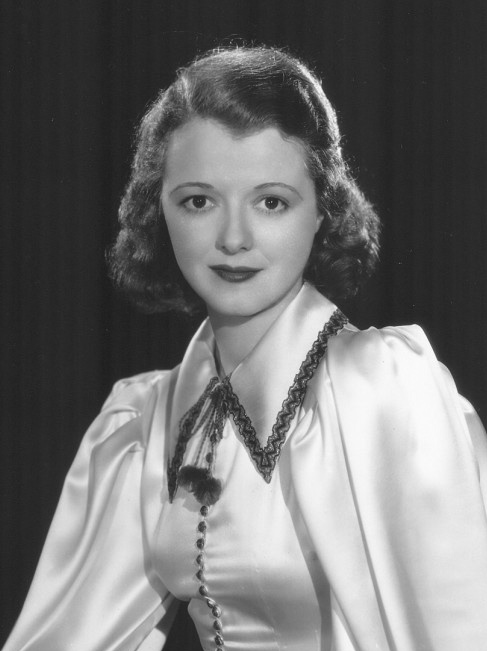
Janet Gaynorová (oceněna v roce 1926) získala během své úspěšné kariéry dokonce tři ceny Akademie.

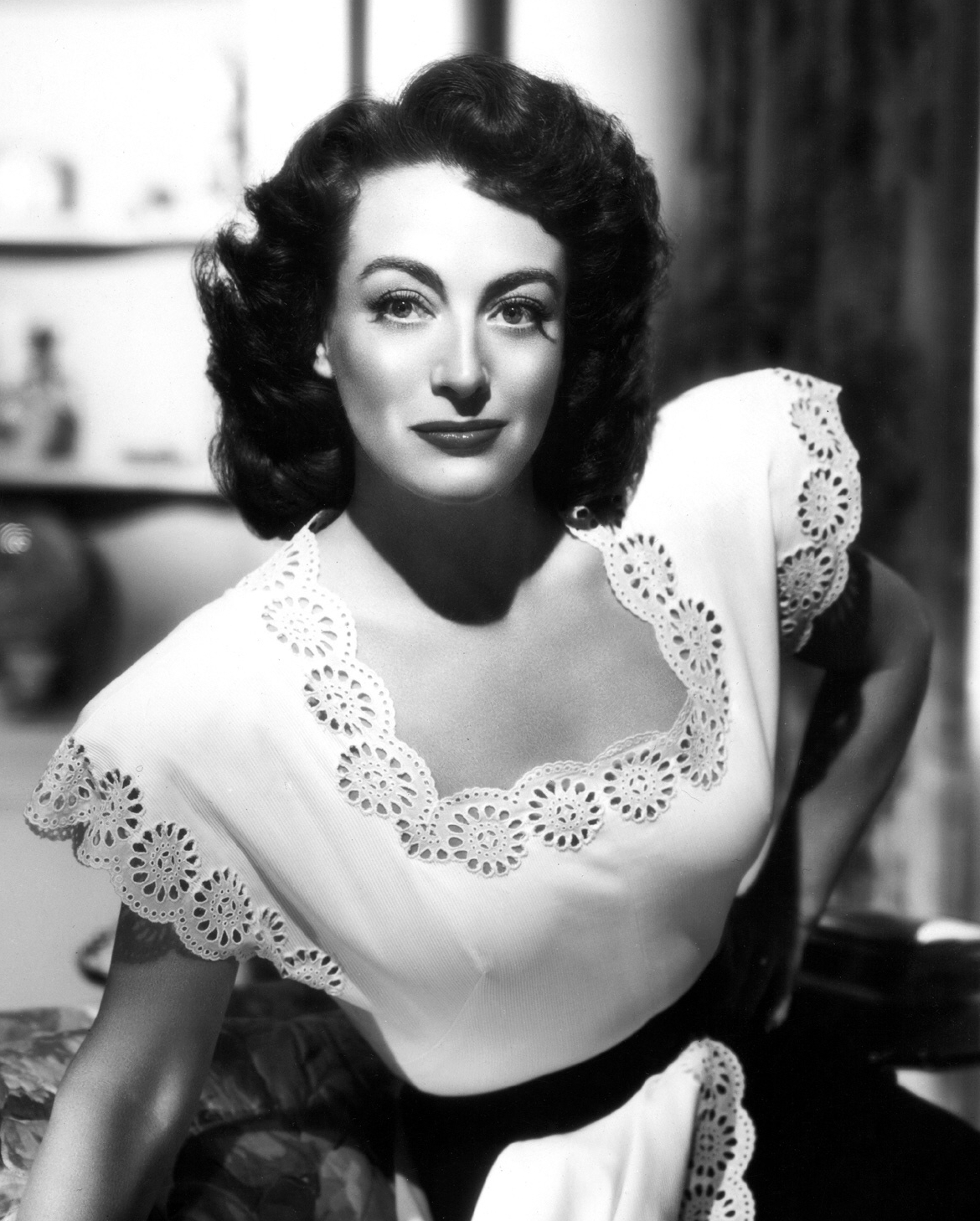
I Joan Crawfordová (oceněna též 1926) obdržela během své kariéry Oscara, Zlatý glóbus a spoustu dalších nominací.

| 1922 - Maryon Aye - Helen Fergusonová - Lila Lee - Jacqueline Loganová - Louise Lorraine - Bessie Love - Kathryn McGuire - Patsy Ruth Millerová - Colleen Moore - Mary Philbinová - Pauline Starke - Lois Wilsonová - Claire Windsorová | 1923 - Eleanor Boardmanová - Evelyn Brentová - Dorothy Devore - Virginia Brown Faire - Betty Francisco - Pauline Garonová - Kathleen Key - Laura La Plante - Margaret Leahy - Helen Lynchová - Derelys Perdue - Jobyna Ralstonová - Ethel Shannonová | 1924 - Clara Bow - Elinor Fairová - Carmelita Geraghty - Gloria Gray - Ruth Hiattová - Julianne Johnstonová - Hazel Keenerová - Dorothy Mackaillová - Blanche Mehaffeyová - Margaret Morrisová - Marian Nixonová - Lucille Ricksenová - Alberta Vaughnová | 1925 - Betty Arlenová - Olive Bordenová - Anne Cornwallová - Ena Gregory - Madeline Hurlocková - Natalie Joyce - Violet La Plante - June Marlowe - Joan Meredithová - Evelyn Peirce - Dorothy Revierová - Duane Thompsonová - Lola Toddová | 1926 - Mary Astor - Mary Brianová - Joyce Comptonová - Dolores Costello - Joan Crawfordová - Marceline Dayová - Dolores del Río - Janet Gaynorová - Sally Longová - Edna Marionová - Sally O'Neilová - Vera Reynoldsová - Fay Wray | 1927 - Patricie Avery - Rita Carewe - Helene Costellová - Barbara Kentová - Natalie Kingstonová - Frances Lee - Mary McAllisterová - Gladys McConnellová - Sally Phippsová - Sally Randová - Martha Sleeperová - Iris Stuartová - Adamae Vaughnová |

| 1928 - Lina Basquette - Flora Bramley - Sue Carolová - Ann Christy - June Collyerová - Alice Dayová - Sally Eilersová - Audrey Ferrisová - Dorothy Gulliverová - Gwen Lee - Molly O'Dayová - Ruth Taylorová - Lupe Vélezová | 1929 - Jean Arthurová - Sally Blane - Betty Boydová - Ethlyne Clairová - Doris Dawsonová - Josephine Dunnová - Helen Fosterová - Doris Hillová - Caryl Lincolnová - Anita Page - Mona Rico - Helen Twelvetrees - Loretta Youngová | 1931 - Joan Blondellová - Constance Cummingsová - Frances Dade - Frances Dee - Sidney Foxová - Rochelle Hudsonová - Anita Louise - Joan Marshová - Marian Marshová - Karen Morleyová - Marion Shillingová - Barbara Weeksová - Judith Woodová | 1932 - Lona Andre - Lilian Bondová - Mary Carlisle - June Clyde - Patricia Ellisová - Ruth Hallová - Eleanor Holmová - Evalyn Knappová - Dorothy Laytonová - Boots Mallory - Toshia Mori - Ginger Rogersová - Marian Shockley - Gloria Stuartová - Dorothy Wilsonová | 1934 - Judith Arlenová - Betty Brysonová - Jean Carmenová - Helen Cohanová - Dorothy Drakeová - Jean Gale - Hazel Hayesová - Ann Hovey - Lucille Lundová - Lu Ann Meredith - Gigi Parrishová - Jacqueline Wellsová - Katherine Williamsová | 1956 (neoficiální) - Phyllis Applegate - Roxanne Arlenová - Jolene Brandová - Donna Cooke - Barbara Edenová - Jewell Lainová - Barbara Marksová - Lita Milanová - Norma Nilssonová - Ina Poindexterová - Violet Rensinová - Dawn Richardová - Delfin Thursdayová |